# Druga lička proleterska udarna brigada NOVJ-a
Druga lička proleterska narodno-oslobodilačka udarna brigada formirana je 19. kolovoza 1942. godine u Laudonovom gaju kod Bunića kao Druga brigada Prve operativne zone Hrvatske. Sastavljena je od bataljuna iz ličkih partizanskih odreda „Stojan Matić”, „Ognjen Prica”, „Mićo Radaković” i „Udarnog bataljuna”, ukupne jačine oko 1200 boraca.
Prvi zapovjednik brigade bio je Milan Šakić, a politički komesar Petar Babić, narodni heroj.
U studenome 1942. godine brigada je ušla u sastav Šeste ličke divizije, a 19. ožujka 1944. godine je proglašena „proleterskom”.
Za zasluge tijekom Drugog svjetskog rata odlikovana je Ordenom narodnog oslobođenja, Ordenom partizanske zvijezde i Ordenom bratstva i jedinstva, a povodom tridesetpetogodišnjice formiranja Šeste ličke proleterske divizije „Nikola Tesla”, 21. srpnja 1977. godine i Ordenom narodnog heroja.
Tijekom postojanja, brigada se koristila i drugim alternativnim nazivima: Druga brigada Prve operativne zone Hrvatske, Druga udarna brigada NOV Hrvatske i Druga brigada Šeste ličke divizije.

## Borbeni put
Odmah nakon formiranja, u suradnji s po jednim bataljunom Prvog i Trećeg ličkog partizanskog odreda, od 22. do 24. kolovoza neuspješno je napadala ustaško-domobransku posadu u Udbini i pretrpjela teške gubitke (285 izbačenih iz stroja). Naredbom Glavnog štaba NOV i PO Hrvatske od 14. rujna 1942. dobila je naziv Druga udarna brigada Hrvatske, a u narodu i među borcima prozvana je Drugom ličkom brigadom.
Poslije uspješnih borbi na području perušićkog kotara, u listopadu je prema naredbi Glavnog štaba NOV i PO Hrvatske upućena na Kordun. Tada je u njezin sastav ušla Prva lička omladinska ženska četa, jačine 75 djevojki, koje su raspoređene po postrojbama brigade. U suradnji s jednim bataljunom Četvrte kordunaške brigade, kod Poloja je 17. listopada razbila talijanski konjički puk i 81. bataljun, zbog čega ju je pohvalio Glavni štab Hrvatske. Noću između 23. i 24. listopada, također u suradnji s Četvrtom kordunaškom brigadom, razbila je ustaško-domobransku posadu u Tušiloviću, kada je poginulo 55 i zarobljeno 427 neprijateljskih vojnika i zaplijenjena velika količina oružja i streljiva.
Tijekom Bihaćke operacije, oslobodila je više sela, a 3. studenog i Ličko Petrovo Selo, gdje je uništila 31. ustašku bojnu. Zatim je progonila ostatke razbijenih ustaških postrojbi na sjever, i sudjelovala u oslobađanju Slunja. Kada je 22. studenog 1942. godine naredbom Vrhovnog štaba NOV i POJ formirana Šesta lička divizija, brigada je ušla u njezin sastav i ostala u njemu do kraja rata. Poslije neuspjelog napada na Dvor na Uni (26./27. studenog), brigada se u sastavu divizije vratila u Liku, oslobodila Lovinac (25. prosinca) i zajedno s Prvom ličkom udarnom brigadom, noću 14./15. siječnja 1943., napala talijansku i četničku posadu u Gračacu. Tada se posebno istakao njezin Udarni bataljun, koji se uspio probiti u grad, nakon čega je bio opkoljen u dvije zgrade, iz kojih je u tijekom dana odbio oko 20 juriša i pokušaja talijanskih vojnika i četnika da ga unište, da bi se u jurišu probio iz okruženja.
Vrlo žestoke borbe brigada je vodila tijekom Četvrte neprijateljske ofenzive na pravcima Lički Osik – Bunić i Vrhovine – Korenica; poslije kraja ove ofenzive, u Lici je vodila uspješne borbe na širem području Gospića, i noću 2./3. svibnja sudjelovala je u neuspjelom napadu na tajgrad.
Prema naredbi Glavnog štaba NOV i PO Hrvatske, početkom lipnja 1943. godine upućena je na prostor Knin – Vrlika, gdje je, pod zapovjedništvom Štaba Kninskog sektora, ostala cijelo ljeto i u suradnji s Desetom krajiškom udarnom brigadom i Ličkom partizanskim odredom oslobodila Kijevo (26. srpnja), Vrliku (5. kolovoza), Maovice i Štikovo te odbila više napada jakih talijanskih i četničkih snaga iz Knina. U rujnu se vratila u Liku i nastavila djelovati na komunikaciji Donji Lapac – Gračac, a zatim i na području između Gospića i Gračaca.
U sastavu Šeste ličke divizije krenula je za Bosnu 12. studenog i do kraja godine borila se oko Travnika, Zenice i Šujice protiv njemačkih, ustaških i domobranskih snaga. Početkom 1944. godine prebačena je u Drvar zbog osiguranja Vrhovnog štaba NOV i POJ te napada na neprijateljski promet na putu Bihać – Donji Lapac – Knin. Kad je 19. ožujka 1944. godine Šesta lička divizija dobila naziv proleterska, i brigada je postala proleterska. U Drvarskoj operaciji, tijekom svibnja 1944. godine, upornim obrambenim borbama brigada je sprječavala prodor njemačkih snaga od Srba prema Drvaru i borila se na putu Bosanski Petrovac – Drvar, a zatim je sudjelovala u napadu na Livno (2./3. srpnja).
S područja Glamoča, u sastavu Šeste ličke proleterske divizije „Nikola Tesla”, krenula je 20. srpnja za Srbiju, u koju je stigla poslije 43 dana neprekidnog marša i borbi, naročito kod Nemile, na rijeci Bosni (28./29. srpnja), na Sutjesci (16. kolovoza) i na Pivskoj planini (21. – 25. kolovoza). Iako iscrpljena i brojno znatno oslabljena, dala je značajan doprinos u razbijanju četnika kod Užičke Požege, na Jelovoj gori i na Maljenu, a potom i u oslobođenju Valjeva. Tada su njezine prorijeđene redove popunili novi borci iz Srbije.
U Beogradskoj operaciji, u listopadu 1944. godine, napadala je od pravca jugozapada, oslobodila Ripanj i izbila u Topčider, odakle je upućena ka Avali, gdje se istakla u borbama prilikom uništenja njemačke Prve brdske divizije. Poslije oslobođenja Beograda, sudjelovala je u borbama u Srijemu, odakle je krajem studenog vraćena u Beograd na jednomjesečni odmor i dopunu.
Početkom 1945. godine upućena je na Srijemsku bojišnicu, gdje je vodila borbe kod Nijemaca, Male Vašice i Ilinaca. Sudjelovala je u proboju Srijemske bojišnice, a zatim u borbama za oslobođenje Đakova, Slavonskog Broda, na Ilovi i Čazmi, kao i za oslobođenje Zagreba i Remeta. Rat je završila čišćenjem Zagrebačke gore, u periodu od 11. do 12. svibnja, od ostataka razbijenih ustaških i njemačkih postrojbi.

## Članovi

### Zapovjedni sastav
| - Zapovjednici brigade: - Milan Šakić – od formiranja brigade do početka siječnja 1943. godine - Mile Uzelac – od početka siječnja do 13. lipnja 1943. godine - Dušan Dotlić – od 13. lipnja 1943. do 27. ožujka 1944. godine - Dragan Rakić – od 27. ožujka 1944. godine do kraja rata - Politički komesari brigade: - Petar Babić – od formiranja brigade do početka siječnja 1943. godine - Đuro Stanković – od početka siječnja do travnja 1943. godine - Branko Damjanović – od travnja 1943. do prosinca 1944. godine - Milan Pavličić – od prosinca 1944. godine do kraja rata | - Zamjenici zapovjednika brigade: - Lazo Radaković – od formiranja brigade do studenog 1942. godine - Dušan Dotlić – od studenog do prosinca 1942. godine - Đurađ Pokrajac – od prosinca 1942. do siječnja 1943. godine - Dragan Rakić – od siječnja do srpnja 1943. godine - Danilo Damjanović – od srpnja do rujna 1943. godine - Ljubomir Medić Brzica – od rujna 1943. do studenog 1944. godine - Danilo Ugraković – od studenog 1944. do travnja 1945. godine - Zamjenici političkog komesara brigade: - Bogdan Vujinović – od formiranja brigade do listopada 1942. godine - Simo Mrda – od listopada 1942. do listopada 1943. godine - Nikola Pejnović – od listopada 1943. do listopada 1944. godine - Jovo Hinić – od listopada 1944. do kraja rata |

### Narodni heroji Druge ličke brigade
Neki od boraca Druge ličke proleterske udarne brigade odlikovani Ordenom narodnog heroja su:
- Petar Babić, prvi politički komesar brigade
- Danilo Damjanović, zamjenik zapovjednika brigade
- Dane Majstorović, politički delagat voda u Drugoj četi Udarnog bataljuna
- Stojan Matić, zapovjednik Prvog lapačkog bataljuna (kasnije bataljun „Stojan Matić”)
- Stanko Opsenica, zapovjednik Drugog bataljuna „Ognjen Prica”
- Tomica Popović, zapovjednik Prvog bataljuna „Stojan Matić”
- Lazo Radaković, zamjenik zapovjednika brigade
- Dragan Rakić, zapovjednik brigade
- Mile Uzelac, zapovjednik brigade
- Milan Šakić, prvi zapovjednik brigade

### Ostali poznati pripadnici brigade
- Desanka Ćuić Kačar, pjesnica